# عرعر فورموزي
العرعر الفورموزي نوع نباتي شجري من جنس العرعر يتبع الفصيلة السروية. ينتشر في جزيرة تايوان وشرق الصين.